# Läuferpaar
Das Läuferpaar ist ein Begriff aus dem Schachspiel und bedeutet, dass eine Partei sowohl den schwarz- als auch den weißfeldrigen Läufer noch auf dem Brett zur Verfügung hat. Dies stellt üblicherweise einen Vorteil dar.

## Begriffsabgrenzung
In der Grundstellung und den ersten Zügen der Eröffnung einer Partie besitzen sowohl Schwarz als auch Weiß ein Läuferpaar. Der Ausdruck wird zumeist in Situationen verwendet, in denen nur noch einer der beiden Spieler über beide Läufer verfügt oder die Aufgabe des Läuferpaares durch einen Spieler im Raum steht. „Schwarz hat das Läuferpaar“ impliziert also üblicherweise, dass Weiß nicht mehr beide Läufer hat, meist weil er mindestens einen seiner Läufer gegen einen schwarzen Springer getauscht hat.

## Vor- und Nachteile
Ein einzelner Läufer ist zwar als langschrittige Figur auch aus einer größeren Entfernung wirksam, allerdings kann er aufgrund seiner Bindung an die Feldfarbe lediglich die Hälfte des Brettes betreten. Beim Läuferpaar kompensiert der andere Läufer diesen Nachteil. Die Bezeichnung dieses Stellungsmerkmals durch einen eigenen Begriff erklärt sich daher aus der Stärke zweier Läufer gegenüber zwei beliebigen anderen Leichtfiguren, wobei dies wegen der Reichweite der Läufer insbesondere bei offenen Stellungen – also Stellungen mit nur wenigen Figuren und blockierende Bauern – gilt. Vor allem in Endspielen gilt daher ein Läuferpaar einem Springerpaar oder Springer und Läufer als überlegen, obschon ein einzelner Springer und ein einzelner Läufer ansonsten in etwa als gleichwertig gelten (siehe dazu: Bauerneinheiten). Die Stärke eines Läuferpaars zeigt sich beispielsweise auch in der elementaren Mattführung gegen einen blanken König. Während das Mattsetzen mit einem Springerpaar ohne zusätzliche Figuren auf dem Brett bei bestmöglichem Gegenspiel nicht forciert werden kann und das Mattsetzen mit Springer und Läufer selbst für starke Spieler als komplexe Aufgabe gilt, ist das Mattsetzen mit dem Läuferpaar verhältnismäßig simpel.
In geschlossenen Stellungen sind einzelne Läufer und auch das Läuferpaar in der Regel benachteiligt, insbesondere wenn sie hinter ihren eigenen Bauern stehen und nicht ins gegnerische Lager hinein wirken können.
Sofern in einer Partie nicht mehr beide Spieler ihre beiden Läufer besitzen, sollte der Spieler mit Läuferpaar also entsprechend nach einer Öffnung des Spiels streben, wohingegen der Spieler ohne Läuferpaar möglichst lange die Stellung geschlossen halten oder mindestens einen Läufer abtauschen sollte.

## Beispiel für die Aufgabe des Läuferpaars in der Eröffnung
Die in der Praxis früheste Aufgabe des Läuferpaares erfolgt durch Weiß im 3. Zug der Partie – in einigen Varianten der Trompowsky-Eröffnung 1. d4 Sf6 2. Lg5. Nach 2. … d5, 2. … c5 oder 2. … g6 tauscht Weiß meist gleich mit 3. Lxf6 ab und hat nach jeweils exf6 oder gxf6 für die Aufgabe des Läuferpaares den Vorteil einer geschwächten schwarzen Bauernstruktur.